# 건담 픽스 피규레이션 메탈 콤포지트
건담 픽스 피규레이션 메탈 콤포지트(영어: Gundam Fix Figuration Metal Composite, GFFMC, G.F.F.M.C., 일본어: ガンダム・フィックス・フィギュレーション・メタル・コンポジット)는 2007년 2월부터 반다이가 발매하고 있는 도장이 끝난 완성품 액션 피규어 제품군이다. 건담 시리즈의 모빌 슈트들을 상품화하며, 주요 소재로 금속 부품과 ABS 수지를 사용하고 있는 점이 특징이다. 따라서 패키지에는 초합금 브랜드의 로고 표기도 병기되어 있다.
건담 시리즈의 상품 일련 번호는 건담 픽스 피규레이션(GFF)의 #0000번 대와는 독립적인 #1000번 대가 부여되며, 건담 픽스 피규레이션 메탈 콤포지트 시리즈의 첫 번째 상품인 #1001의 발매 순서는 #0033과 #0034 사이에 해당한다.
건담 픽스 피규레이션(GFF)이 1/144에 상당하는 논스케일 사이즈였던 것에 반해, 건담 픽스 피규레이션 메탈 콤포지트(GFFMC)는 엄밀한 스케일 설정이 이루어지고 있으며, 실제 사이즈도 1/100에 상당하거나 그 이상으로 대형화되고 있다(#1003 이후 스케일 표기는 하지 않고 있다. 본 문서에서는 1/100 스케일 크기라면 특별히 주목하지 않는다). 이러한 사이즈의 대형화와 경질 소재의 사용으로 인해 건담 픽스 피규레이션(GFF)에서 문제가 되었던 상품 간의 퀄리티 차이가 매우 적다. 따라서 건담 픽스 피규레이션 메탈 콤포지트(GFFMC) 가격대도 건담 픽스 피규레이션(GFF)보다 높으며, 건담 픽스 피규레이션보다 더 고급진 브랜드로 자리매김하고 있다.
이 밖에 건담 픽스 피규레이션 메탈 콤포지트(GFFMC)가 건담 픽스 피규레이션(GFF)과 다른 점은 카토키 하지메 외의 스텝의 이름이 공개되지 않는 점, 건담 픽스 피규레이션에서 주류인 컨버터블 모델 사양이 적은 점, 상품명에 일본어 표기가 없는 점, 패키지가 내용물이 보이지 않는 블라인드 박스 사양인 점 등을 들 수 있다.

## 라인업
#1001 RX-78-2 건담 Ver.Ka WITH G-파이터
1/100 사이즈 건담 Ver.Ka와 G 파이터 세트이다. 분리, 합체하여 G 아머, G 불, G 불 Ez, G 스카이, G 스카이 Ez, 건담 MA 모드로 변형이 가능하다. 디자인은 건담 픽스 피규레이션(GFF)의 #0026 (건담 Ver.Ka)와 #0004 (G 파이터)를 거의 답습하고 있다. 2007년 2월에 발매되었다.
LIMITED RX-78-3 건담 Ver.Ka WITH G-파이터 [G-3 버전]
#1001의 건담 Ver.Ka와 G 파이터의 컬러 베리에이션 제품이다. 건담 픽스 피규레이션(GFF)의 #0007 (G-3 G 아머)의 색상을 거의 답습하고 있다. 한정품이며 일련 번호는 부여되지 않았다. 2007년 7월에 발매되었다.
#1002 MRX-009 사이코 건담
1/144 사이즈의 사이코 건담 모델이다. 모빌 슈트 형태, 모빌 아머 형태로 변형이 가능하다. 스케일이 1/144이라고는 하지만 원래 설정상 거대한 기체이기 때문에 기존 시리즈 작품과 비교해 큰 부피를 차지한다. 2007년 8월에 발매되었다.
C.A LIMITED RX-78/C.A 건담 Ver.Ka 캐스발 전용기
Ver.Ka 사양의 디테일을 가진 캐스발 전용 건담으로 #1001 건담 Ver.Ka의 컬러 베리에이션 제품이다. 게임 《기동전사 건담 기렌의 야망》에 처음으로 등장한 기체로, 시리즈의 최신작 《기동전사 건담 기렌의 야망 엑시즈의 위협》 발매를 기념한 한정품으로 출시되었다. 일련 번호가 아니라 "C.A LIMITED"로 특수 분류되고 있다. 2008년 1월에 발매되었다.
#1003 MRX-010 사이코 건담 Mk-II
1/144급 사이즈(패키지 안에는 스케일이 기재되지 않음)의 사이코 건담 Mk-II 모델이다. 모빌 슈트 형태, 모빌 아머 형태로 변형이 가능하다. 형제기인 #1002 사이코 건담과 같은 큰 사이즈의 모델로  높이는 약간 더 높다. 2008년 8월에 발매되었다.
#1004 RX-78-2 건담 Ver.Ka
#1001의 건담 Ver.Ka의 단품 상품이다. 마킹이 #1001과 달리 카토키 하지메가 어트랙션 〈건담 크라이시스〉용으로 그린 디자인을 기반으로 하고 있다. 건담 해머와 빔 자벨린이 추가 무장으로 신규 부속되었다. 2008년 10월에 발매되었다.
#1005 MSZ-006A1/C1[Bst] 제타 플러스 [RED]
Ζ 플러스를 입체화한 제품으로 부품을 교환하여 Ζ 플러스 A1, Ζ 플러스 C1, Ζ 플러스 C1[Bst]로 변형할 수 있다. 이러한 컨버터블 모델은 건담 픽스 메탈 콤포지트 시리즈에서는 최초이다. 모빌 슈트 형태, 웨이브 라이더 형태로 변형이 가능하다. 디자인은 건담 픽스 피규레이션(GFF) #0017b (레스 스플린터 도장 적용)을 거의 답습하고 있다. 세부 마킹용 드라이 데칼이 부속되어 있다. 초회판에 한해 스플린터 도장을 의장화한 스탠드가 추가로 부속되어 있다. 2009년 3월에 발매되었다.
#1*** LIMITED MSZ-006A1/C1[Bst] 제타 플러스 [BLUE]
#1005와 동시에 발매된 컬러 베리에이션으로 초회한정 생산상품이다. 디자인은 건담 픽스 피규레이션(GFF)#0017a (블루 스플린터 도장 적용)을 거의 답습하고 있다. 일련 번호는 패키지 상에서는 #0000, 부속 스탠드에는 #1***이라고 기재되어 있다. 2009년 3월에 발매되었다.
#1*** MRX-009 사이코 건담 [홍콩 나이트 Ver.]
타마시이 네이션즈 2009 행사에서 판매된 한정 모델로 이후에 혼웹 상점에서 추첨 판매되었다. #1002 사이코 건담 색상으로 "GUNDAM FIX"의 홍콩 야경을 무대로 한 사이코 건담의 그림(SCENE:7)을 이미지화하여 페인트 도금 처리가 되어 있다. 2009년 3월에 발매되었다.
#1006 RX-0 유니콘 건담
유니콘 건담을 입체화한 제품으로 유니콘 모드에서 디스트로이 모드로의 "변신"도 재현된다. 초회 한정 특전으로 클리어 폴더 및 본 상품의 개발자료집이 부속되어 있다. 2010년 3월에 발매되었다.
#1*** LIMITED GN-000 0건담 TYPE A.C.D
0건담 (실전배치형)을 입체화한 제품으로 혼웹 상점에서 한정 판매하였다. 트리콜로(삼색) 컬러 사양이다. 등쪽의 GN 드라이브와 GN 입자저장 탱크는 선택이 가능하다. 제타 플러스(블루) 사양에서처럼 일련 번호가 패키지에서는 #0000, 부속된 스탠드에는 #1***이라고 기재되어 있다. 또한 보너스 부품으로 RX-78-2 시리즈에 포함된 하이퍼 바주카를 거치할 수 있는 리어 아머가 부속되어 있다. 2010년 7월에 발매되었다.
#1007 LIMITED GN-000 0건담
0건담을 입체화한 제품으로 혼웹 상점에서 한정 판매되었다. 색상은 회색을 기초로 한 롤아웃 컬러 사양이며, 등쪽의 GN 드라이브도 롤아웃 사양 설정에 따라 신규 조형되었다. #1*** 0건담 (실전배치형)과 같이 하이퍼 바주카를 거치할 수 있는 리어 아머가 부속되어 있다. 2010년 10월 21일에 발매되었다.
LIMITED RX-78-2 건담 Ver.Ka (롤아웃 컬러)
#1001 건담 Ver.Ka의 컬러 베리에이션 제품이다. 설정상 기체가 트로콜로 컬러로 이전에 흰색과 은색을 기본색으로 한 이른바 롤아웃 컬로로 도색되어 있다. 은색 부분은 도색되지 않은 금속지로 해석되어 광택 도금 처리되었다. 또한 흰색 부분은 펄 도장 처리되어 전체적으로 메탈릭한 질감을 나타낸다. 타마시이 네이션즈 2010 행사한정 판매된 제품으로, 이후 11월에 혼웹 상점에서 추첨 판매되었다. 2010년 10월에 발매되었다.
#1008 RX-0 유니콘 건담 프리즘 코트 Ver.
프리즘 코팅 외에는 #1006번 유니콘 건담과 동일한 제품이다. 2010년 11월에 발매되었다.
#1009 RX-78-02 건담 [디 오리진]
디 오리진 버전 RX-78-2를 입체화한 제품이다. 부품 교환을 통해 전기형, 중기형, 후기형을 선택할 수 있다. 초회 한정 특전으로 〈기동전사 건담 디 오리진 디자인즈 인 디 오리진 메카니컬 아카이브 RX-78-2〉 소책자가 부속되어 있다. 2011년 8월에 발매되었다.
#1010 MRX-010 사이코 건담 Mk-II [네오 지온 Ver.]
카토키 하지메가 신규 디자인한 네오 지온 마킹 외에는 #1003의 사이코 건담과 동일한 사양의 제품이다. 2013년 10월에 발매되었다.
#1011 RX-0 유니콘 건담 2호기 밴시
유니콘 건담 2호기 밴시를 입체화한 제품으로 유니콘 건담처럼 유니콘 모드에서 디스트로이 모드로 변신도 재현할 수 있으며, 암드 아머 BS와 암드 아머 VN이 부속되어 있다. 암드 아머 VN은 클로 형태로의 변형도 재현된다. 2013년 11월에 발매되었다.
#1012 RX-0 유니콘 건담 [각성 버전]
사이코 프레임에 특수한 아이리스(광채) 맥기라고 하는 신 코팅법을 사용한 것 외에는 #1006과 동일한 사양이다. 2014년 11월에 발매되었다.
#1013 밴시 노른 [각성 버전]
사이코 프레임에 특수한 아이리스(광채) 맥기라고 하는 신 코팅법을 사용하고, 본체의 일부와 양팔에 부착된 무장이 바뀐 것 외에는 #1011과 동일한 사양이다. 2015년 3월에 발매되었다.
#1009 RX-78-02 건담 디 오리진 [Re：PACKAGE]
#1009의 리패키지 버전으로 소책자는 부속되어 있지 않다. 2015년 4월에 발매되었다.
#1014 RX-0 유니콘 건담 3호기 페넥스
유니콘 건담 3호기 페넥스를 입체화한 제품으로 유니콘 건담과 밴시처럼 유니콘 모드에서 디스트로이 모드로의 변신도 재현되며, 사이코 프레임에는 특수한 아이리스(광채) 맥기라고 하는 신 코팅법을 일부 사용하고 있다. 2016년 4월에 발매되었다.
#1015 RX-0 유니콘 건담 [최종 결전 Ver.]
#1006의 베리에이션 제품으로 새롭게 빔 톤파의 손목 파츠와 실드 판넬용의 조인트 파츠가 부속되어 있다. 사이코 프레임에 아이리스(광채) 맥기라고 하는 신 코팅법을 사용하고 있는 것 외에는 동일한 사양이다. 2016년 9월에 발매되었다.
#1016 XXXG-00W0 윙 건담 제로 [EW Ver.]
윙 건담 제로 (EW 버전)을 입체화한 제품으로 혼웹 상점에서 한정 판매되었다. 메서 츠베르크가 부속되어 있어 네오버드 형태로 변형도 가능하다(대기권 안과 대기권 밖의 2가지 타입). 2018년 2월에 1차 수주, 2018년 3월에 2차 수주, 2018년 5월에 3차 수주되었다.
#1017 RX-78-02 건담 디 오리진 [건담 40주년 기념 Ver.]
#1009의 베리에이션 제품으로 색상이 약간 다르다는 점과 양쪽 어께에 마킹이 되어있는 것 외에는 동일한 사양이다. 2019년 7월에 발매되었다.
#1018 MS-06S 샤아 전용 자쿠 II
샤아 전용 자쿠 II를 입체화한 제품으로 오리지날 기믹으로는 MS용 바주카를 등에 장착할 수 있는 마운트 암이 부속되어 있다. 건담 픽스 피규레이션 메탈 콤포지트(GFFMC) 시리즈에서 건담 타입이 아닌 최초의 제품이다. 2019년 8월에 발매되었다.
#1019 MRX-009 사이코 건담 (그로스 컬러 Ver.)
#1002 사이코 건담의 컬러 베리에이션 제품으로 혼웹 상점에서 한정 판매되었다. 신규 디자인의 마킹은 2호기로 이미지로 한 것 외에는 동일한 사양이다. 2019년 9월에 발매되었다.
#1020 MS-06C 자쿠 II C형
#1018의 베리에이션으로 자쿠 II (디 오리진 버전 양산형 자쿠 II)를 입체화한 제품이며, 왼쪽 어께의 발칸포가 제거되고 머리의 블레이드 안테나가 포함되어 있어서 지휘관기를 재현할 수 있다. 애니메이션에 등장하지 않는 MS용 바주카 B1형 및 B2형이 부속되어 있고, 습식 데칼이 각각 제공된다. 2020년 4월에 발매되었다.
#1021 XXXG-00YSW 윙 건담 스노우 화이트 프렐류드
#1016의 베리에이션 제품으로 혼웹 상점에서 한정 판매되었다. 세라핌 바인더를 통해 모드 론도(방어 형태)와 모드 앤섬(공격 형태)로 전환되며 네오 버드 형태로의 변형도 가능하다. 2020년 5월에 1차 수주, 2020년 6월에 2차 수주 예정이다.
#1022 RX-78-01[N] 국지형 건담 롤아웃 컬러
#1009 및 #1017의 베리에이션으로 국지형 건담을 입체화한 제품으로 혼웹 상점에서 한정 판매되었다. 부품 교체를 통해 국지형 건담 및 건담 시작기 1호로 변환할 수 있다. 2020년 8월에 발매 예정이다.

## 같이 보기
- 메탈빌드